# Beerberg-Südhang
Der Beerberg-Südhang ist ein ca. 5,78 Hektar großes Biotop und ein Geschützter Landschaftsbestandteil im unterfränkischen Landkreis Haßberge im nördlichen Teil des Mittelgebirges Steigerwald.

## Geographische Lage
Das Gebiet liegt im südlichen Teil des Landkreises Haßberge, ausschließlich im Naturraum Steigerwald, der mit wenigen Ausnahmen deckungsgleich mit dem Naturpark Steigerwald ist und am Fuße des Beerbergs liegt. Das Schutzgebiet befindet sich vollständig im FFH-Gebiet „Buchenwälder und Wiesentäler des Nordsteigerwalds“. Die nächstgelegene Ortschaft ist Neuschleichach. Westlich des Gebietes liegt der Naturwald Knetzberge-Böhlgrund sowie die Quelle der Aurach. Südlich liegt die Feuchtwiese am Sauknock.

## Zonierung und Schutzstatus
Das im Jahre 1988 ausgewiesene Schutzgebiet beinhaltet eine Teilfläche, welches mehreren kleineren Biotope enthält. Außerdem ist der Beerberg-Südhang  ein Naturdenkmal und unterliegt somit einem rechtlichen Schutz. Im Jahre 2016 wurde Rahmen der Biotopkartierung festgestellt, dass dieser geschützte Landschaftsbestandteil verschiedene Lebensraumtypen, wie z. B. Artenreiches Extensivgrünland aufweist.

## Schutzgründe
Der Zweck des geschützten Landschaftsbestandteils ist laut der Verordnung, das Landschaftsbild im Bereich Neuschleichach zu beleben und den Bestand der Pflanzen- und Tierwelt notwendigen Lebensraum zu bewahren sowie die wertvollen Lebensräume zu sichern.

## Lebensraumtypen
in diesem Gebiet kommen folgende Lebensraumtypen vor:
| Nummer | Name                          |
| ------ | ----------------------------- |
| 6510   | Artenreiches Extensivgrünland |
| 6210   | Basenreicher Magerrasen       |

## Artnachweise
laut der Moorbodenbodenkarte kommen in diesem Gebiet unter anderem folgende Arten vor:
| - Kleiner Odermennig - Rotes Straußgras - Bergwiesen-Frauenmantel - Gewöhnliches Ruchgras - Glatthafer - Gewöhnliche Flederzwenke - Gewöhnliches Zittergras - Aufrechte Trespe - Pillen-Segge - Wiesen-Kammgras | - Wiesen-Knäuelgras - Wilde Möhre - Schaf-Schwingel - Echtes-Labkraut - Färber-Ginster - Gewöhnliche Nelkenwurz - Wolliges Honiggras - Wiesen-Platterbse - Fettwiesen-Magerite - Gewöhnlicher Liguster | - Gewöhnlicher Hornklee - Kleines Knabenkraut - Brand-Knabenkraut - Wiesen-Rispengras - Kleine Braunelle - Kleiner Klappertopf - Kleiner Wiesenknopf - Großer Wiesenknopf - Wiesen-Silge - Feld-Klee |